# Pfarrkirche Brixen im Thale

Katholische Pfarrkirche Mariä Himmelfahrt und hl. Martin in Brixen im Thale

Die römisch-katholische Dekanats- und Pfarrkirche Brixen im Thale steht in der Ortsmitte der Gemeinde Brixen im Thale im Bezirk Kitzbühel in Tirol. Sie ist dem Fest Mariä Himmelfahrt und dem heiligen Martin geweiht und ist Sitz des Dekanates Brixen im Thale in der Erzdiözese Salzburg. Die Kirche steht unter Denkmalschutz (Listeneintrag).

## Geschichte
In den Jahren 788/790 wird eine Kirche bei Brixen erstmals im Güterverzeichnis Bischof Arns von Salzburg erwähnt. Sie wird als Eigenkirche mit Landbesitz (lat.: „ad Prixina ecclesia cum territorio“) bezeichnet.  Im Spätmittelalter finden sich Aufzeichnungen über ein gotisches Gotteshaus. 1165 wird zum ersten Mal ein Pfarrer erwähnt, der für die kirchliche Betreuung des Brixentales zuständig war. Bis 1786 waren bereits mehrere sakrale Bauten errichtet worden und das Gotteshaus wurde mehrmals umgebaut. Als die Kirche für die Dorfbevölkerung schließlich zu klein wurde und mehrere Schäden aufwies, entschloss man sich für einen gänzlichen Neubau. 1790 wurde unter Führung des Hofbaumeister Wolfgang Hagenauer und des Baumeister Andreas Hueber aus Kitzbühel ein Plan für eine Neukirche mit Doppelturmfassade und Giebeldreieck vorgelegt, die nach spätbarock-klassizistischen Formen errichtet werden soll. Aufgrund von fachlichen und persönlichen Auseinandersetzungen zwischen den beiden Baumeistern kam der ursprüngliche Bauplan nie zur Anwendung. In Folge konnte sich Andre Hueber durchsetzen und seinen Plan realisieren, übernahm jedoch auch Ideen von Wolfgang Hagenauer. Der Bau dauerte keine drei Jahre. Schließlich konnte am 11. September 1797 die Pfarrkirche zu Ehren der Himmelfahrt Mariens und des Hl. Martins eingeweiht werden, 1812 wurde sie zur Dekanatspfarrkirche erhoben.
Es gibt nach archäologischen Erkenntnissen 4 Vorgängerkirchen zum heutigen spätbarock-klassizistischen Kirchenbau, die im Folgenden beschrieben werden.

Heutiger Innenraum der Dekanatskirche mit Blick auf den Hochaltar

Die reich verzierte Hauptkuppel in der Mitte. Sie misst etwa 16 Meter im Durchmesser und gehört damit zu den größten Flachkuppeln der Kirchen im Tiroler Unterland.

### Holzkirche (Kirche I)
Etwa fünf Meter östlich der Westmauer des ältesten Steinbaues und auf einem 0,6 m höheren Niveau konnte der durch Brand gerötete Erdboden eines jüngeren Gebäudes freigelegt werden. Die Bodenfläche war im Osten stark durch jüngere Bautätigkeit und verschiedene spätere Bestattungen gestört. Die westliche und südliche Begrenzung des durch Brandrötung deutlich erkennbaren Raumes von etwas über vier Metern Breite wurde durch regelmäßig verlegte Steinreihen bestimmt, die sich im rechten Winkel aus der Nord-Süd-Richtung in die Ost-West-Richtung brechen. Den Endpunkt markiert ein deutliches Pfostenloch von etwa 30 cm Durchmesser, das von einer Steinpackung umkeilt ist. Bei den aus sorgsam gelegten Findlings- und groben Bruchsteinen gelegten Trockenmäuerchen handelt es sich um die Fundamentpackungen zweier Außenwände eines Holzbaues, der als Blockbau gesehen werden muss. Nach einem Grabungsbefund kann mit einem rechteckigen Saalbau von etwas über vier Meter Breite und um die acht Meter Länge gerechnet werden.

### Erste Steinkirche (Kirche II)
Nachdem die Holzkirche (Kirche I) einer Brandkatastrophe zum Opfer gefallen war, wurde mit annähernd gleicher Orientierung ein Steinbau (Kirche II) über dem Brandplatz errichtet. Der zeitliche Abstand zwischen Brand und Neubau, ließ sich archäologisch nicht ermitteln. Für den neuen Bau wurde die Grundrissform einer einschiffigen Saalkirche mit eingezogenen, geostetem Chor und geradem Chorschluss gewählt. Das Kirchenschiff erhielt eine lichte Weite von etwa 10,10 m × 7,00 m, der Chor von etwa 3,50 m × 3,50 m. Das Kirchenschiff erweitert sich leicht von West nach Ost, während der Chorraum nach Osten zu an Breite leicht abnimmt. Das Mauerwerk dieser ersten Steinkirche war bei Grabungen in einigen Partien noch über das zugehörige Fußbodenniveau aufragend erhalten. Die Stärke des Mauerwerkes wechselte von etwa 1,10 m (mit Verputz) an der Westmauer zu 1,00 m (ohne Verputz) an den Nord- und Südmauern bis zu 0,95 m an der Ostmauer. Die Mauern des Chores sind deutlich schwächer gehalten; ihre Stärke variierte um die 0,80 m.

### Zweite Steinkirche (Kirche III)
Unter Weiterverwendung einzelner Mauerpartien wurde noch im Hochmittelalter nach einem Teilabbruch der ersten Steinkirche (Kirche II) ein vergrößerter Kirchenbau (Kirche III, oder die zweite Steinkirche) mit gleicher Orientierung aufgeführt. Erhalten blieben die gesamte Westmauer und die gesamte Nordmauer der älteren Kirche (Kirche II). Abgetragen wurden der Chorbau und die gesamte Südmauer. Das neue Kirchenschiff wurde um die Stärke der abgerissenen Südmauer verbreitert und auf die äußere Ostflucht des älteren Chorbaues verlängert. Damit erhielt die neue Kirche (III) einen rechteckigen einschiffigen Saal von etwa 15,40 m × 8,00 m Raumlicht mit eingezogener Halbkreisapsis im Osten, die einen inneren Radius von gut 2,50 m zeigte. Das alte Westportal scheint beibehalten worden zu sein. Zusätzlich lässt sich nun auch ein Südportal durch Stufenvorlage im Kirchenschiff im westlichen Drittel der Südmauer nachweisen. Erhalten blieb wohl auch zusammen mit dem Glockenturm die Nordpforte.

### Kirche IV (A und B)
Noch während des Hochmittelalters wurden die spätromanische Kirche III durch Teilabbruch des Kirchenschiffes und vollständige Schleifung des Presbyteriums mit folgenden, größeren Umbauten des erhaltenen Restes und neuen Zubauten stark verändert. Nach einem nicht allzu großen Zeitraum erfolgte ein neuer Umbau, bei dem das Presbyterium wiederum abgetragen und in neuer Gestalt errichtet wurde. Gleichzeitig wurden auch das Innere des Kirchenschiffes einschneidend umgestaltet. Da bei den letzten Adaptierungsarbeiten das Kirchenschiff als Baukörper nur unwesentlich verändert worden ist, kann von zwei Bauphasen eines Neubaues gesprochen werden.

## Der heutige spätbarock-klassizistische Kirchenbau
Das große Kirchenschiff mit einer Rundapsis wird außen von einer fünfachsigen viergeschoßigen Doppelturmfassade mit Pilastergliederung und weit vorkragendem Gebälk beherrscht. Die Länge der Kirche beträgt 38 m, die Breite 16 m, die Höhe bis zur flachen Kuppel 17 m. Die Türme sind 42 m hoch, leicht vorgezogen und ragen nördlich und südlich weiter aus. Im hellen Kircheninneren ist das gesamte Gewölbe mit Deckenmalereien versehen. In der flachen, kreisrunden Hauptkuppel sind die Krönung Mariens und die Bilder der vier Evangelisten in den Gewölbezwickeln von Joseph Schöpf (1795) zu sehen. In den Nebenkuppelfresken von Andreas Nesselthaler (1795) findet man im Chor die „Anbetung des Allerheiligsten Altarsakramentes durch die Nationen der Erde“ und über der Orgelempore das „Opfer des Melchisedek“.
Der mächtige Hochaltar aus poliertem, teilvergoldetem, rotbraunem Stuckmarmor wurde von Hagenauer und Nesselthaler entworfen und von Peter Pflauder in strengen, klassizistischen Formen errichtet. Die beiden Altarblätter von Joseph Schöpf stellen die beiden Kirchenpatrone dar, die Himmelfahrt Mariens und die Mantelspende des Hl. Martin dar. Die vier überlebensgroßen vergoldeten Schnitzfiguren des Hl. Dominikus, der Apostel Petrus und Paulus, und der Hl. Katharina von Siena geben dem Hochaltar eine majestätische Gesamtwirkung und sind dem Kitzbüheler Bildhauer Josef Martin Lengauer zuzuschreiben. Er hat eine Höhe von ungefähr 12 m.

Der rechte Seitenaltar der Pfarrkirche.

Der linke Seitenaltar der Pfarrkirche.

Auf den Bildern des linken Seitenaltares findet man den Hl. Franz Xaver und oberhalb den Hl. Evangelisten Johannes auf der Insel Patmos, die Schnitzfiguren zeigen die Eltern Mariens, Joachim und Anna. Auf dem gegenüberliegenden Altar sind die Pestheiligen Sebastian und Rochus und auf dem Oberbild die Hl. Barbara abgebildet, die linke Seitenfigur zeigt den Hl. Joseph und die rechte den Hl. Johannes von Nepomuk. Die Bilder sind von Andreas Nesselthaler und die Figuren vom Zillertaler Franz Xaver Nißl.
Ein klassizistisches Werk von Peter Pflauder ist die stuckmarmorne Kanzel aus dem Jahre 1795. Gegenüber der Kanzel am linken Chorpfeiler findet man eine monumentale Kreuzgruppe von Franz Xaver Nißl. Auf den vier Beichtstühlen an den Langhauswänden finden sich die Schnitzwerke von Franz Xaver Nißl, die in Form und Inhalt auf das Beichtsakrament Bezug nehmen (Hl. Petrus – Reue; König David – guter Vorsatz; verlorener Sohn – Gewissenserforschung; Hl. Magdalena – Sündenbekenntnis und Lossprechung).
Der Hauptkorpus der Orgel baute 1784/1785 Johann Anton Fuchs, das Rückpositiv 1795 Andreas Mauracher. Im Jahre 2001 wurde Orgelbau Pirchner ein neues Orgelwerk mit 22 Registern eingebaut und geweiht.

Die Kanzel
Der Hochaltar mit der Himmelfahrt Mariens
Deckenfresko im Altarraum mit der Anbetung des Allerheiligsten Altarsakramentes
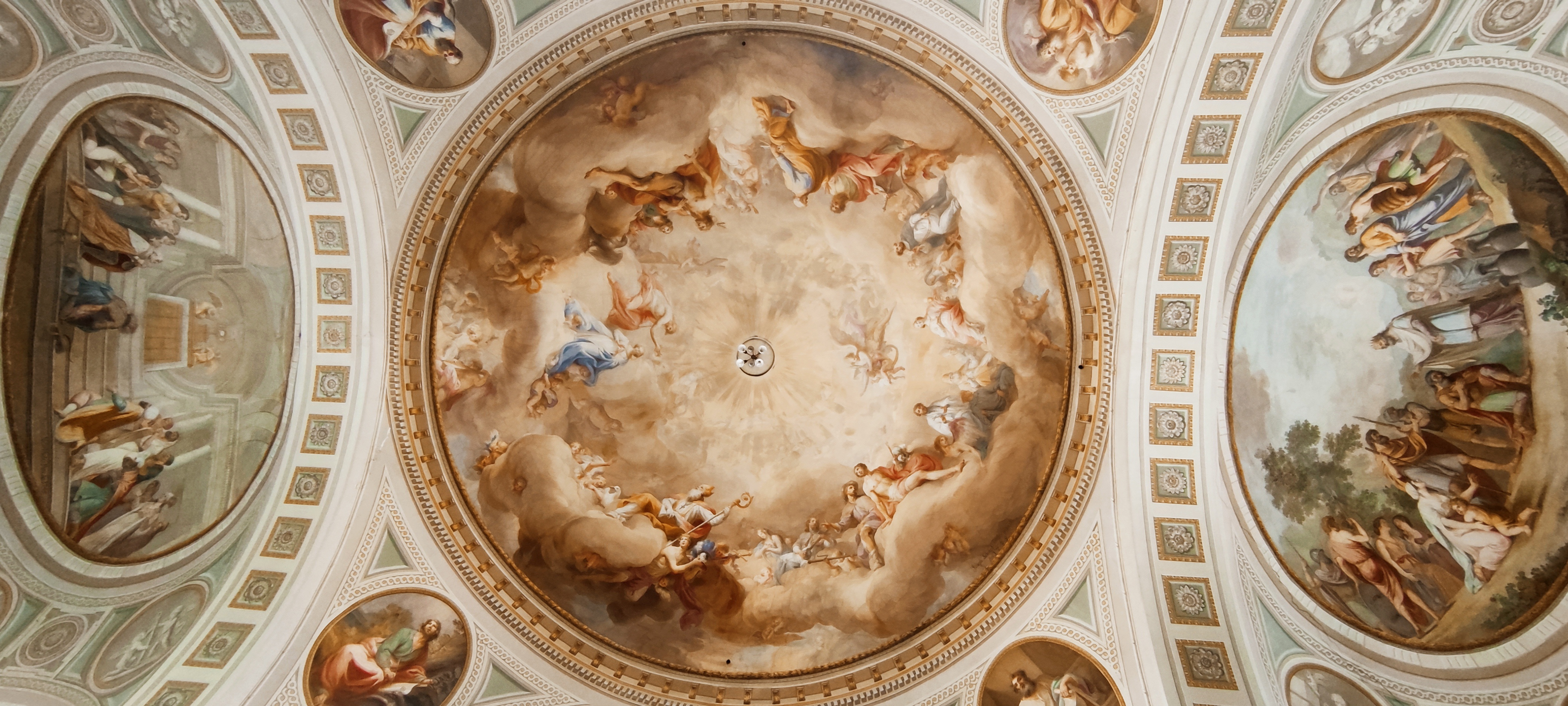
Alle drei Kuppeln von rechts nach links
Die mächtige Orgel von 2001

## Glocken
Welche Glocken vor 1789 und 1838 in den Türmen der Pfarrkirche läuteten, ist nicht bekannt. 1838 wurde eine Glocke (vermutlich auch das gesamte Geläut) vom Innsbrucker Josef Georg Miller gegossen. Deren Größe und Stimmung scheint der Friedensglocke (h0) von heute zu entsprechen. Im Ersten Weltkrieg wurden alle Glocken zu Kriegszwecken abgenommen.
1929 wurde ein fünfstimmiges Geläute von der Glockengießerei Grassmayr angeschafft, gestimmt auf c1 oder h0. Auch dieses Geläute musste 1942 für Kugelmunition abgeliefert werden, lediglich die Mittagsglocke durfte erhalten bleiben (die später für das neue Geläute eingeschmolzen wurde).
Als der Krieg zu Ende war, wurde 1948 das heutige fünfstimmige gegossen, ebenfalls von der Glockengießerei Grassmayr. Neben den fünf Hauptglocken wurde auch noch eine kleine Glocke für das Salvenkirchl gegossen. Diese ist auf den Ton a2 gestimmt.
Die Glocken sind auf die zwei Türme verteilt, die zwei großen hängen im Nordturm, die drei kleinen im Südturm. Das gesamte Geläut ist elektrifiziert und alle Glocken sind mit Klöppelfängern ausgestattet.
| Nr. | Name                       | Gussjahr | Gießer und Gussort   | Durchmesser (mm) | Gewicht (kg) | Nominal (HT-1/16) | Tonprobe |
| 1   | Friedens- und Wetterglocke | 1948     | Grassmayr, Innsbruck | 1670             | 3045         | h0 +2             | Glocke 1 |
| 2   | Heimkehrerglocke           | 1948     | Grassmayr, Innsbruck | 1330             | 1495         | dis1 0–5          | Glocke 2 |
| 3   | Familienglocke             | 1948     | Grassmayr, Innsbruck | 1110             | 0875         | fis1 0+0          | Glocke 3 |
| 4   | Jugendglocke               | 1948     | Grassmayr, Innsbruck | 1000             | 0637         | gis1 0+0          |          |
| 5   | Sterbeglocke               | 1948     | Grassmayr, Innsbruck | 0830             | 0350         | h1 0+0            | Glocke 5 |

Geläute aller Glocken: Plenum

## Kriegerdenkmal

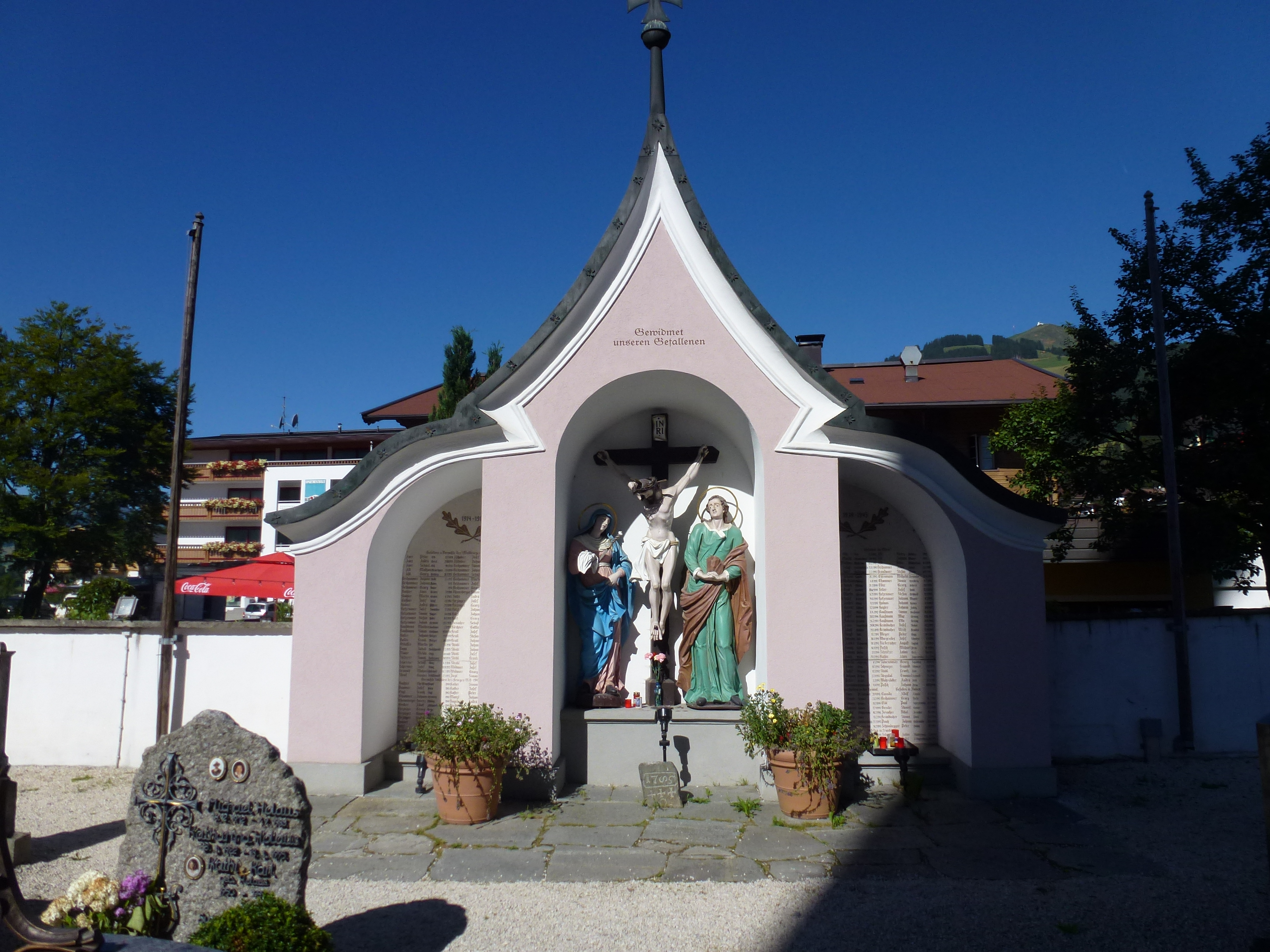
Kriegerdenkmal mit geschweiftem Knickgiebel (2012) und Kreuzigungsgruppe

Das Kriegerdenkmal als dreiteiliger offener Bildstock mit der Kreuzigungsgruppe stammt aus der Mitte des 18. Jahrhunderts. Die flankierenden Nischen beinhalten Tafeln mit der Nennung von gefallenen Soldaten des Ersten (links) und Zweiten Weltkriegs (rechts).

## Pfarr- und Dekanatshof

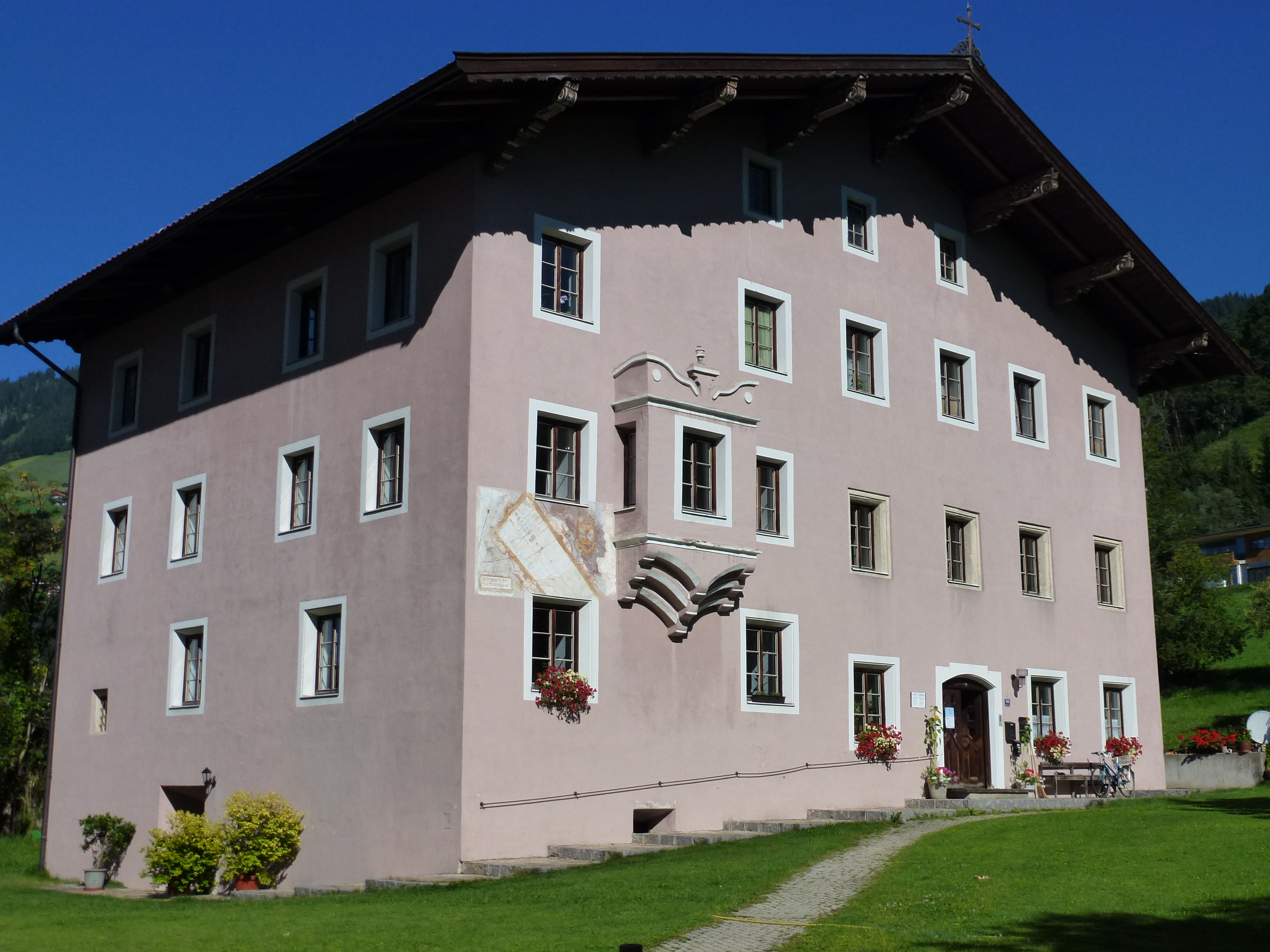
Das mächtige Pfarrwidum steht nördlich der Pfarrkirche und wurde im Kern im 14. Jahrhundert errichtet. (2012)

Das Pfarrwidum von Brixen im Thale gehört zu den ältesten Bauwerken des Brixentals. Das große, viereckige Haus stammt aus dem 14. Jahrhundert und wurde bis heute mehrmals umgebaut. Das Innere des Gebäudes ist von etlichen gotischen Baudetails geprägt. Außerdem ist bis heute ein spätgotisches Fresko aus 1480 erhalten geblieben, das das Wappen des Richters von Itter, des Landrichters von Kitzbühel und des Pfarrers Wilhelm Taz von Brixen zeigt.

## Kapellen der Umgebung
Die wichtigsten Kapellen in und um Brixen im Thale:
- Wallfahrtskirche auf der Hohe Salve, dem hl. Johannes dem Täufer geweiht
- Wallfahrtskapelle am Harlaßanger: Die Kapelle Mariä Heimsuchung wurde 1732 erbaut. Auf dem Weg zum Harlaßanger ist ein beeindruckender Kreuzweg mit den Bildern der Tiroler Künstlerin Patricia Karg.
- Grabnerkapelle (1874 erbaut); Häuslkapelle; Jagerkapelle; Jaggeikapelle; Samerkapelle; Straifkapelle; Weidachkapelle; Ahornaukapelle; Obingerkapelle